# Elektroarmaturenwerk JWH
Das Elektroarmaturenwerk JWH in Kötzschenbroda, heute Stadtteil von Radebeul, war die erste „Fabrik für elektrische Apparate“ in Europa. Nach der Enteignung zu DDR-Zeiten hieß das Unternehmen VEB Hochspannungs-Armaturenwerk (HAW) und zuletzt Richard Bergner Elektroarmaturen GmbH & Co. KG mit Sitz in Radebeul in einem denkmalgeschützten Verwaltungsbau. Mitte 2017 wurde die Produktion in Radebeul geschlossen.

## Geschichte
1902 gründete der Ingenieur und Erfinder Johannes Wilhelm Hofmann in Kötzschenbroda die erste „Fabrik für elektrische Apparate“ in Europa zur Herstellung der von ihm erfundenen, patentierten Nietverbinder für elektrische Freileitungsdrähte.
Die anfänglich nur aus vier Personen bestehende Firma gewann 1904 für ihre bahnbrechenden Erfindungen und Produkte auf der Louisiana Purchase Exposition, der Weltausstellung in St. Louis, eine Goldmedaille. Hofmann ließ sich 1905/1906 von Adolf Neumann eine heute denkmalgeschützte Villa mit Produktionsgebäude (51° 6′ 18,3″ N, 13° 38′ 36″ O) in der Bernhard-Voß-Straße 25 errichten. Nach nur wenigen Jahren produzierte das Unternehmen Millionen Stück von ihren Produkten. Bereits 1911 erfolgte ein Fabrikerweiterungsbau durch Felix Sommer. 1912 exportierte das Unternehmen in 26 Länder weltweit.
Hofmann vergrößerte seine Firma durch den Bau von weiteren Fabrikationsstätten im Jahr 1914 in der Fabrikstraße 27, baute dort 1921 ein neues Verwaltungsgebäude und bezog 1923 am selbigen Standort neue Fabrikanlagen. Unter dem Namen Elektroarmaturenwerk JWH und dem Firmenlogo JWH entstand einer der größten Industriebetriebe der Region; die Nietverbinder wie auch bruchsichere Aufhängungen, Abspannungen für Phasen und Erdseile sowie Isolatoren wurden weltweit exportiert.
1925 beteiligte sich der Inhaber J. Wilhelm Hofmann an der 1911 in Schwabach gegründeten Firma von Richard Bergner RIBE Bayerische Schrauben- und Federnfabrik Schwabach. Es entstanden auch persönliche Beziehungen zwischen den Familien.
1927, anlässlich des 25-jährigen Firmenjubiläums, erhielt Hofmann für seine Verdienste die Ehrenbürgerwürde der Stadt Kötzschenbroda. 1929 ernannte die TU Braunschweig Hofmann zum Doktor ehrenhalber, die TH Dresden ernannte ihn zum Ehrensenator.
Nach der Übernahme des Hochspannungs-Armaturenhersteller Wirschitz in München 1937 lieferte das Elektroarmaturenwerk JWH sämtliche in Deutschland benötigten Hochspannungsarmaturen sowie 75 % aller benötigten Verbindungsarmaturen.
Da das Unternehmen im Zweiten Weltkrieg keine Rüstungsgüter produziert hatte, wurde es nicht beschlagnahmt und demontiert. Nachdem 1944 noch 800 Beschäftigte produziert hatten, konnte im Rahmen der Versorgungslage mit zunächst 200 Beschäftigten weiter produziert werden. Da die Belieferung aller Besatzungszonen von Radebeul aus sehr erschwert war, produzierte ab 1948 auch das in Schwabach gelegene westzonale Unternehmen RIBE seines Freundes Richard Bergner nach Originalunterlagen und Patenten die bekannten Elektroarmaturen.
1951/1952 nahm die sowjetische Besatzungsmacht dies zum Anlass, den Besitzer Hofmann wegen angeblicher Zoll- und Devisenvergehen anzuklagen, ihn aus der Unternehmensleitung zu verdrängen und das Unternehmen in Radebeul zu enteignen. Hofmann siedelte mit seiner Familie nach Nürnberg um, sein Radebeuler Vermögen einschließlich der heute unter Denkmalschutz stehenden Villa Lindenhaus wurde enteignet. Im Gegenzug entzog Hofmann seinem ehemaligen Unternehmen die Rechte zur Nutzung seiner Patente und erteilte RIBE die exklusive Nutzung aller seiner Patente und Schutzrechte.
Die DDR führte 1953 sein enteignetes Unternehmen als Volkseigenen Betrieb weiter unter dem Namen Hochspannungs-Armaturenwerk (HAW). Mitte der 1960er Jahre wurde das Produktionsprogramm um Fahrleitungs-Armaturen ergänzt. 1978 wurde die Firma an das Kombinat Elektroenergieanlagenbau Leipzig, den späteren Starkstrom-Anlagenbau Leipzig-Halle, angegliedert.
1991 wurde das Hochspannungs-Armaturenwerk von der Richard Bergner Elektroarmaturen übernommen. Aus der seit 1997 als RIBE-HAW Elektrotechnik firmierenden Unternehmung wurde im Jahr 2000 die im RIBE-Verbund selbstständig agierende RIBE Elektroarmaturen Radebeul. Die RIBE-Gruppe beschäftigte 2016 an neun Standorten etwa 1.400 Mitarbeiter und erzielte einen Gesamtumsatz von etwa 190 Millionen Euro. Mitte 2017 wurde die Produktion in Radebeul geschlossen und 2018 das Werk endgültig geschlossen. Von einem neuen Standort in Dresden aus werden noch Vertriebstätigkeiten durchgeführt. Die Verwaltung und Produktion der Richard Bergner Elektroarmaturen GmbH & Co. KG befindet sich seit 2018 hauptsächlich in Roth bei Nürnberg.
Die Deutsche Fotothek besitzt zirka 1100 Fotonegative zur Firmengeschichte des Elektroarmaturenwerk JWH zwischen 1910 und 1940.

## Denkmalgeschütztes Verwaltungsgebäude

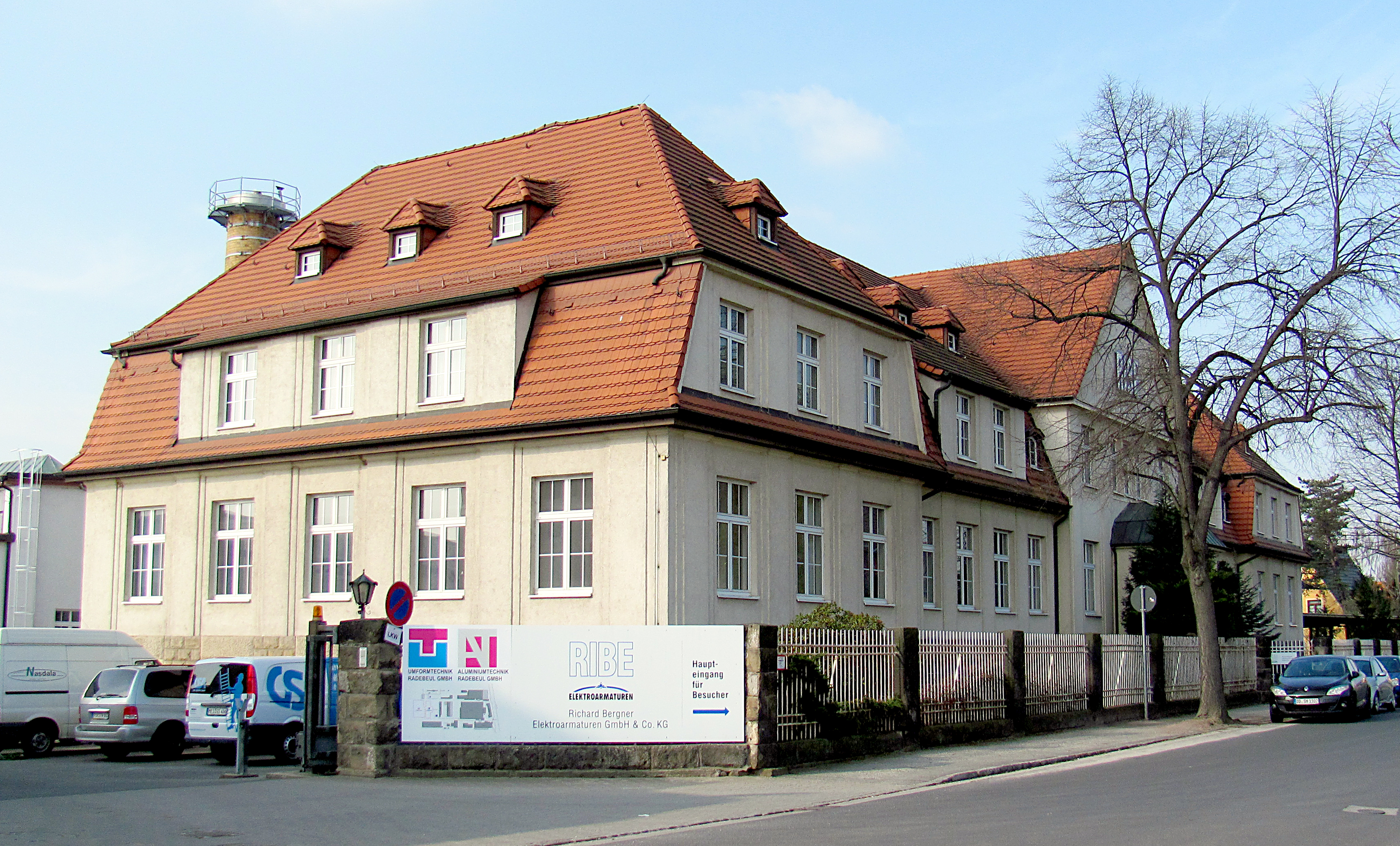
Verwaltungsgebäude Elektroarmaturenwerk JWH

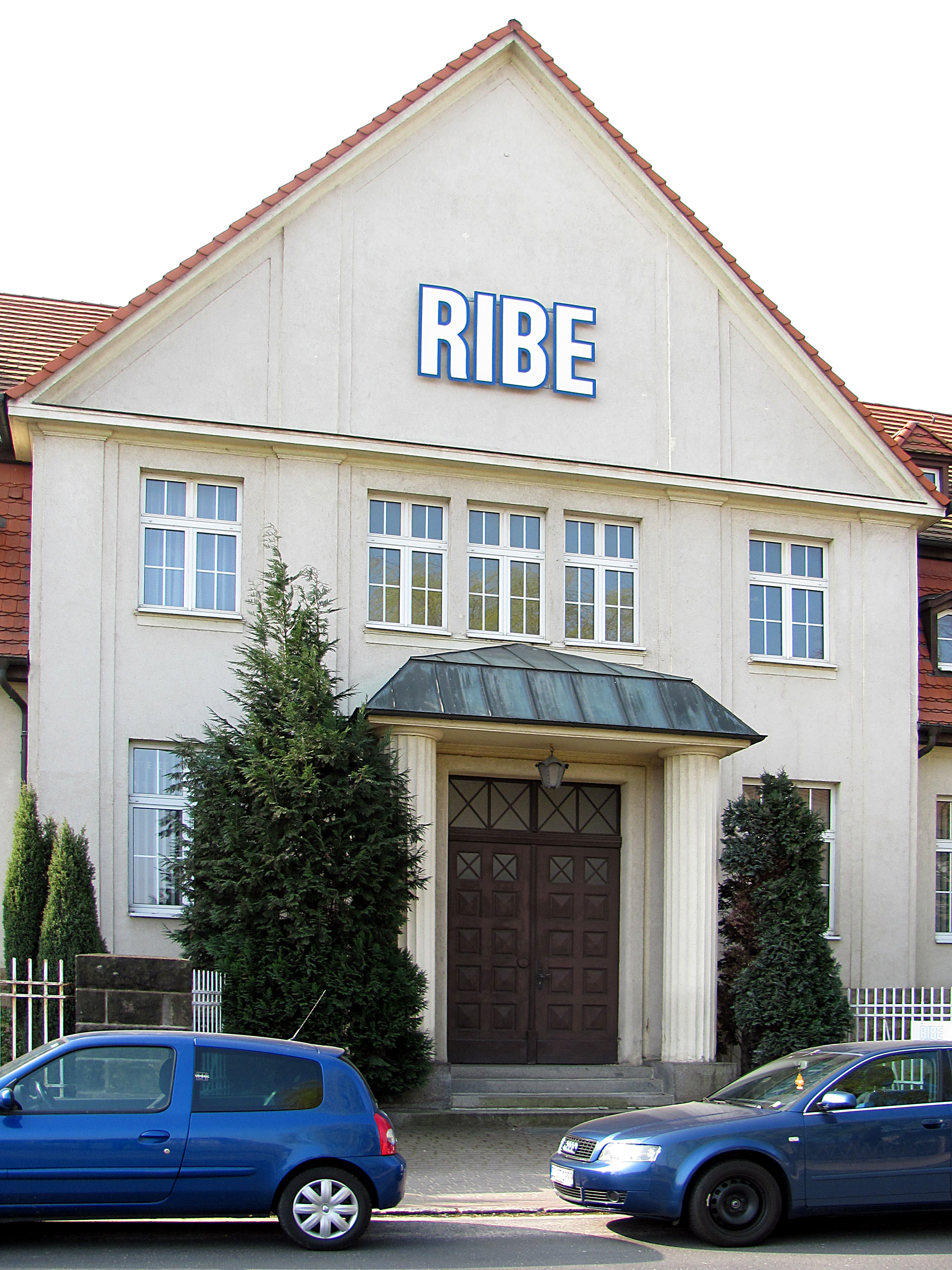
Verwaltungsgebäude Elektroarmaturenwerk JWH, Portal

Nachdem bereits 1914 erste Fabrikationshallen auf dem Grundstück errichtet worden waren, wurden im Januar 1921 die Bauanträge für ein Verwaltungsgebäude (51° 6′ 22,3″ N, 13° 36′ 55″ O) in der Fabrikstraße 27 sowie diverse weitere Fabrikhallen gestellt, im August des Jahres erfolgte die Rohbauabnahme. Im Laufe des Jahres 1922 erfolgte die Baubeantragung für eine Umfriedung.
Das unter Denkmalschutz stehende, repräsentative Verwaltungsgebäude steht längs zur Straße. Es ist ein eingeschossiger Putzbau über einem hohen Souterrain aus bossiertem Sandstein mit einem ausgebauten Mansarddach. Der zweigeschossige Mittelrisalit hat mittig ein Portal, das durch ein von dorischen Säulen getragenes Vordach geschützt wird, sowie einen hohen Dreiecksgiebel. Die Eckrisalite zeigen abgewalmte Giebel. Das Gebäude wird durch Pilaster gegliedert, das Dach wird durch Hecht- und Walmgauben aufgelockert.

## Erfindungen
- Improvements in or relating to clamps for hollow electric cables
- Improvements in or relating to protecting-devices for electric insulators